# 무릉초등학교 운학분교
무릉초등학교 운학분교는 대한민국 강원특별자치도 영월군 무릉도원면 운학리 763에 있었던 공립 초등학교이다.

## 연혁
- 1934년 7월 13일: 수주공립보통학교 부설 운학간이학교 설립인가
- 1937년 10월 1일: 운학공립보통학교로 승격
- 1945년 9월 1일: 운학국민학교로 변경
- 1989년 3월 1일: 주천국민학교 운학분교로 격하 편입
- 1996년 3월 1일: 무릉초등학교 운학분교로 편입
- 2000년 3월 1일: 폐교, 원주 황둔초등학교로 병합